# Skydning under sommer-OL 2020 - Skeetskydning (damer)
 Skeetskydning for damer under Sommer-OL 2020 finder sted den 25. juli - 26. juli 2020 i Asaka Shooting Range, Saitama.

## Medaljefordeling
| Medaljetagere          | Medaljetagere          | Medaljetagere   | Medaljetagere |
| ---------------------- | ---------------------- | --------------- | ------------- |
| Guld                   | Sølv                   | Bronze          |               |
| Amber English · USA OR | Diana Bacosi · Italien | Wei Meng · Kina |               |

## Turneringsformat
Konkurrencen bliver indledt med én kvalifikationsrunde over to dage, hvor de 29 kvalificerede deltagere i alt skyder mod 125 lerduer (25 lerduer i fem serier). Herefter går de seks bedste til finalen. Finalen bliver indledt med én serie af 20 lerduer. Efter denne serie bliver første skytte elimineret. Herefter skydes der 10 lerduer og næste skytte elimineres indtil sidste skytte står med guldmedaljen. De to sidste skytter i konkurrencen skyder således 60 lerduer i finalen.

## Deltagere
| Kvalificeret                    | Nation                    | Udøver |
| ------------------------------- | ------------------------- | ------ |
| Værtsnation                     | Japan                     |        |
| 2018 VM                         | USA                       |        |
| 2018 VM                         | USA                       |        |
| 2018 VM                         | Slovakiet                 |        |
| 2018 VM                         | Ruslands Olympiske Komité |        |
| 2018 Amerikansk mesterskab      | Chile                     |        |
| 2019 ISSF World Cup # 2         | New Zealand               |        |
| 2019 ISSF World Cup # 2         | Kina                      |        |
| 2019 ISSF World Cup # 3         | Polen                     |        |
| 2019 ISSF World Cup # 3         | Cypern                    |        |
| 2019 ISSF World Cup # 5         | Italien                   |        |
| 2019 ISSF World Cup # 5         | Italien                   |        |
| 2019 European Games             | Frankrig                  |        |
| 2019 Pan American Games         | Argentina                 |        |
| 2019 Pan American Games         | Mexico                    |        |
| 2019 ISSF World Cup # 7         | Kina                      |        |
| 2019 ISSF World Cup # 7         | Tyskland                  |        |
| 2019 Afrikanske mesterskaber    | Marokko                   |        |
| 2019 Europæiske mesterskaber    | Tjekkiet                  |        |
| 2019 Europæiske mesterskaber    | Ukraine                   |        |
| 2019 Oceaniske mesterskaber     | Australien                |        |
| 2019 Asiatiske mesterskaber     | Sydkorea                  |        |
| 2019 Asiatiske mesterskaber     | Thailand                  |        |
| 2019 Asiatiske mesterskaber     | Thailand                  |        |
| 2020 Europæiske mesterskaber    |                           |        |
| 2020 Europæiske mesterskaber    |                           |        |
| ISSF olympiske verdensrangliste |                           |        |
| Tripartite                      |                           |        |
| Tripartite                      |                           |        |

## Tidsplan
Nedenstående tabel viser tidsplanen for afvikling af konkurrencen:
| Dato     | Tid   | Runde                 |
| -------- | ----- | --------------------- |
| 26. juli | 09:00 | Kvalifikation – dag 1 |
| 27. juli | 09:00 | Kvalifikation – dag 2 |
| 27. juli | 14:50 | Finale                |

## Resultater

### Kvalifikation
| Placering | Skytte                 | Nation                    | 1             | 2             | 3             | 4             | 5             | Total         | Noter         |
| --------- | ---------------------- | ------------------------- | ------------- | ------------- | ------------- | ------------- | ------------- | ------------- | ------------- |
| 1         | Wei Meng               | Kina                      | 25            | 25            | 25            | 24            | 25            | 124           | Q, =WR, OR    |
| 2         | Diana Bacosi           | Italien                   | 25            | 25            | 25            | 24            | 24            | 123           | Q             |
| 3         | Amber English          | USA                       | 23            | 25            | 24            | 24            | 25            | 121           | Q             |
| 4         | Isarapa Imprasertsuk   | Thailand                  | 23            | 24            | 25            | 24            | 24            | 120+6         | Q             |
| 5         | Nadine Messerschmidt   | Tyskland                  | 24            | 24            | 24            | 24            | 24            | 120+5         | Q             |
| 6         | Natalia Vinogradova    | Ruslands Olympiske Komité | 25            | 25            | 23            | 23            | 24            | 120+1         | Q             |
| 7         | Andri Eleftheriou      | Cypern                    | 24            | 24            | 23            | 23            | 25            | 119           |               |
| 8         | Iryna Malovichko       | Ukraine                   | 24            | 24            | 23            | 25            | 23            | 119           |               |
| 9         | Lucie Anastassiou      | Frankrig                  | 24            | 23            | 25            | 24            | 23            | 119           |               |
| 10        | Austen Smith           | USA                       | 23            | 25            | 25            | 23            | 23            | 119           |               |
| 11        | Sutiya Jiewchaloemmit  | Thailand                  | 23            | 23            | 24            | 23            | 25            | 118           |               |
| 12        | Gabriela Rodríguez     | Mexico                    | 23            | 23            | 24            | 24            | 24            | 118           |               |
| 13        | Danka Barteková        | Slovakiet                 | 24            | 22            | 25            | 24            | 23            | 118           |               |
| 14        | Barbora Šumová         | Tjekkiet                  | 24            | 24            | 23            | 24            | 23            | 118           |               |
| 15        | Zilia Batyrshina       | Ruslands Olympiske Komité | 22            | 23            | 23            | 25            | 24            | 117           |               |
| 16        | Ibtissam Marirhi       | Marokko                   | 22            | 23            | 24            | 25            | 23            | 117           |               |
| 17        | Zhang Donglian         | Kina                      | 23            | 24            | 23            | 24            | 22            | 116           |               |
| 18        | Melisa Gil             | Argentina                 | 23            | 24            | 23            | 22            | 23            | 115           |               |
| 19        | Aleksandra Jarmolińska | Polen                     | 22            | 23            | 24            | 21            | 24            | 114           |               |
| 20        | Chiara Cainero         | Italien                   | 22            | 22            | 23            | 24            | 23            | 114           |               |
| 21        | Naoko Ishihara         | Japan                     | 24            | 21            | 23            | 23            | 23            | 114           |               |
| 22        | Zoya Kravchenko        | Kasakhstan                | 24            | 22            | 22            | 24            | 21            | 113           |               |
| 23        | Francisca Crovetto     | Chile                     | 24            | 21            | 21            | 22            | 24            | 112           |               |
| 24        | Maryam Hassani         | Bahrain                   | 22            | 22            | 22            | 23            | 23            | 112           |               |
| 25        | Laura Coles            | Australien                | 24            | 22            | 22            | 24            | 20            | 112           |               |
| 26        | Assem Orynbay          | Kasakhstan                | 23            | 22            | 24            | 19            | 23            | 111           |               |
| 27        | Chloe Tipple           | New Zealand               | 22            | 18            | 22            | 23            | 23            | 108           |               |
| 28        | Chiara Costa           | Senegal                   | 25            | 20            | 22            | 23            | 18            | 108           |               |
| 29        | Amber Hill             | Storbritannien            | Startede ikke | Startede ikke | Startede ikke | Startede ikke | Startede ikke | Startede ikke | Startede ikke |

### Finalerunde
| Placering                        | Skytte                         | 20 lerduer | 10 lerduer | 10 lerduer | 10 lerduer | 10 lerduer | Total | Noter |
| -------------------------------- | ------------------------------ | ---------- | ---------- | ---------- | ---------- | ---------- | ----- | ----- |
| 1                                | Amber English (USA)            | 10         | 19         | 28         | 38         | 47         | 56    | OR    |
| 2. plads, sølvmedaljemodtager(e) | Diana Bacosi (ITA)             | 10         | 19         | 29         | 38         | 47         | 55    |       |
| 3                                | Wei Meng (CHN)                 | 9          | 17         | 27         | 36         | 46         |       |       |
| 4                                | Isarapa Imprasertsuk (THA)     | 9          | 18         | 27         | 36         |            |       |       |
| 5                                | Nadine Messerschmidt (GER)     | 9          | 17         | 26         |            |            |       |       |
| 6                                | Natalia Vinogradova (ROC_2020) | 8          | 17         |            |            |            |       |       |